# Una pareja dispareja
Una pareja dispareja es una comedia de situaciones chilena, adaptación de la sitcom estadounidense The Odd Couple, coproducida por Televisión Nacional de Chile, Roos Film y CBS Studios y dirigida por Hernán Rodríguez Matte. 
La serie fue transmitida por TVN el 12 de enero de 2009, los días lunes y jueves a las 22:00 en horario prime.  La serie fue vuelta a emitir por TVN en julio de 2010.

## Trama
Félix (Luciano Cruz-Coke) un pulcro médico ginecólogo de 38 años, estructurado, responsable, perfeccionista y con sólidos valores morales, al separarse de su esposa se muda al departamento de su mujeriego hermano Óscar (Felipe Braun), un periodista deportivo de 35 años que es totalmente diferente a él. Gozador, altamente egocéntrico, desordenado, que suele caer en excesos. Ambos tendrán que adaptar sus incompatibles estilos de vida en pro de la buena convivencia.

## Personajes
- Félix Vargas (Luciano Cruz-Coke): 37 años, médico ginecólogo: Félix es un tipo con un fuerte sentido de lo que es correcto y lo que no. Se ve a sí mismo como un hombre maduro, racional, disciplinado y moderado en todos los sentidos. De sólidos valores morales y espirituales (es católico observante). Tiene un alto sentido de la responsabilidad. Anda siempre preocupado de mantener -en todo- los más altos estándares. Un perfeccionista, que siempre está “mejorando” todo a su alrededor. Un idealista, que suele embarcarse en distintas causas, y que gusta de explicarle a los demás como “debieran” ser y hacer las cosas (desde cómo hablar un correcto español a cómo lavar apropiadamente un vaso). Para todo diseña estrategias que permitan optimizar su tiempo y sus recursos (si bien no le falta, es muy cuidadoso con su dinero). Trabajólico. Puntual. Meticuloso y bien organizado. Se esfuerza en mantener sus sentimientos y sus impulsos siempre bajo control. Si bien su exmujer y su hermano le han sugerido alguna vez que se someta a terapia, Félix se ha hecho el desentendido. Limpio y pulcro. Viste ropa clásica (y muy bien planchada), elegante sin ser ostentosa. De voz modulada e impecable dicción. Se especializó como ginecólogo luego de una experiencia algo traumática, de corte amoroso, vivida en su segundo año de universidad. Félix nunca habla de eso, pero digamos que un día, tras terminar con el corazón roto y la autoestima por el suelo, se prometió dominar a fondo todos los misterios del cuerpo femenino. Y si bien hoy es un profesional respetado en la materia, en lo que respecta al alma de la mujer sigue siendo un principiante ansioso. Sus Objetivos para este año son volver con su mujer, Gloria, y seguir siendo un padre intachable.
- Óscar Vargas (Felipe Braun): 35 años, periodista deportivo. Coanimador del programa radial “Área Chica” y panelista en un programa de TV tipo Show de goles.  El eterno soltero y mujeriego. Siempre en búsqueda de lo nuevo lo hace ser un consumidor constante y sofisticado, alguien que siempre está al tanto de los nuevos productos, las tendencias y las modas. Como no sabe cómo ni cuando detenerse, suele caer en excesos (con las mujeres, con el alcohol, con la comida y los gastos, con el juego). Si bien trabaja en casi media docena de lugares, siempre anda corto de cash. En ese sentido, tener a su hermano como compañero de departamento le ha resultado altamente provechoso. Es un gozador. Altamente egocéntrico, agradece no tener hijos que le hagan replantear sus prioridades (básicamente, “gozar como chancho”). Mujeriego declarado -desde los doce años-, concreta sus conquistas con su buen humor, su perseverancia y su cuidado look metrosexual. Solo practica sexo seguro (seguro que no se va a enredar sentimentalmente). Es bueno en la cama, tanto así que las veces que se jacta lo hace de manera muy sutil. Esto explica que tanta chica guapa y encantadora caiga rendida ante sus encantos. Sus objetivos para este año son empezar a escribir su largamente anunciado libro de crónicas deportivas (del cual tiene escrita la primera frase, y elegida la foto suya que irá en la solapa), y cumplir su acariciada fantasía (que involucra dos mellizas y mucha crema pastelera…)

## Reparto

### Principales
- Luciano Cruz-Coke como Félix Vargas (T1–T2)
- Felipe Braun como Óscar Vargas (T1–T2)
- Isidora Cabezón como Gloria Sandoval (T1–T2)
- Catalina Castelblanco como Aurora Vargas (T1–T2)

### Participaciones especiales
- Eduardo Barril como Fernando Vargas (T1–T2)
- Delfina Guzmán como Teresa Undurraga (T1–T2)

### Actores invitados

#### Temporada 1
- Gabriela Medina como Rosa
- Paz Bascuñán como Cassandra Mamani
- Mónica Godoy como Florencia Meyer
- Pablo Macaya como Neme Ariztía

- Max Salgado como Neme Ariztía joven

- Álvaro Espinoza como Colmillo Gutiérrez
- Cristián Riquelme como Matías Casanueva
- Catherine Mazoyer como Daniela SImonetti
- Francisca Opazo como Macarena Santelices
- Ingrid Isensee como Ana
- Carolina Oliva como Maura Ruiz
- Daniela Palavecino como Paula Ruiz
- Claudia Vergara como Keka
- Marcela Espinoza como Mariana
- Karin Vodanovic como Julieta
- Bernardita Montero como Catalina
- Tanja Zarhi como Sabine
- Andrea Zárate como Romina
- Francesca Merlino como Claudia
- Loreto Lustig como Pitu Méndez
- Ignacio Ballart como Bototo Vicuña
- Yamila Reyna como Jessica
- Luky Buzzio como Víctor Caamaño
- Francisco Jorquera como Árbitro
- Catalina Valenzuela como Camila
- Elizabeth Torres como Paloma
- Andrea Zuckermann como Verónica
- Silvana Salgueiro como Hija de Vero

#### Temporada 2
- Soledad Pérez
- Juan Carlos Cáceres
- Daniel Elosua
- Pablo Macaya como Neme Ariztía
- Edison Díaz
- Kassandra Romanini como Marcela
- Bernardita Montero como Catalina
- Liliana Ross como María Teresa
- Sergio Hernández Albrecht como José